# Abdullah Jumaan Al-Dosari
Abdullah Jumaan Al-Dosari (in arabo عبد الله جمعان الدوسري‎?; 10 novembre 1977) è un ex calciatore saudita, di ruolo attaccante.
Ha giocato anche per l'Al-Hilal, partecipando con la nazionale saudita ai mondiali 2002. Con lui in Arabia giocano anche tutti i suoi 7 fratelli di cui 3 nella sua squadra.